# Xylomya chekiangensis
Xylomya chekiangensis är en tvåvingeart som först beskrevs av Ouchi 1938.  Xylomya chekiangensis ingår i släktet Xylomya och familjen lövträdsflugor. Inga underarter finns listade i Catalogue of Life.